# Moundville (Wisconsin)
Moundville – miasto w Stanach Zjednoczonych, w stanie Wisconsin, w hrabstwie Marquette.